# Ayako
Ayako ist ein weiblicher japanischer  Vorname.

## Bekannte Namensträgerinnen

### 綾子
- Ayako Hirose (* 1969), japanische Tennisspielerin
- Ayako Hosokawa (* um 1939), japanische Jazzsängerin und Pianistin
- Ayako Jinnouchi (* 1987), japanische Mittelstreckenläuferin
- Ayako Kawasumi (* 1976), japanische Synchronsprecherin (Seiyū) und J-Pop-Sängerin
- Ayako Kitamoto (* 1983), japanische Fußballspielerin
- Miura Ayako (1922–1999), japanische Schriftstellerin
- Ayako Sono (1931–2025), japanische Schriftstellerin

### 絢子
- Ayako Shōda (* 1981), japanische Ringerin
- Ayako Sakuramoto (* 1995), japanische Badmintonspielerin

### 彩子
- Ayako Abe-Ouchi, japanische Klimawissenschaftlerin
- Ayako Shirasaki (1969–2021), japanische Pianistin, Komponistin des zeitgenössischen Jazz und Musikproduzentin
- Ayako Tanaka (* 1984), japanische Sopranistin
- Ayako Uehara (* 1980), japanische klassische Pianistin

### 文子
- Ayako Kimura (* 1988), japanische Hürdenläuferin
- Ayako Mukai (* 1984), japanische Biathletin
- Ayako Wakao (* 1933), japanische Schauspielerin
- Ayako Tanaka (Violinistin), japanische Violinistin